# Nymphalini
Nymphalini es una tribu de lepidópteros de la subfamilia  Nymphalinae en la familia Nymphalidae que se encuentra en  Centroamérica.

## Géneros
Lista de géneros.
- Aglais Dalman, 1816
- Antanartia Rothschild & Jordan, 1903
- Araschnia Hübner, 1819
- Colobura Billberg, 1820
- Hypanartia Hübner, 1821
- Inachis Hübner, 1819
- Kaniska Moore, 1899
- Mynes Boisduval, 1832
- Nymphalis Kluk, 1781
- Polygonia Hübner, 1819
- Pycina Doubleday, 1849
- Smyrna Hübner, 1823
- Symbrenthia Hübner, 1819 – jesters
- Vanessa Fabricius, 1807

Géneros prehistóricos conocidos solo por sus fósiles:
- † Jupitella Carpenter, 1985
- † Mylothrites Scudder, 1875